# Luncheon meat

Luncheon Meat

Luncheon meat je mleté kořeněné maso v konzervě, připomínající tužší paštiku nebo prejt s velmi specifickým pachem. Původně byl vyráběn pro anglickou armádu.
Luncheon meat se vyrábí nejčastěji z vepřového, hovězího nebo drůbežího masa.
Výroba konzervy je jednoduchá, do mletého masa se přidá lák z vody, soli, cukru a koření. Tato surovina se nechá odležet a poté je tepelně opracována vařením při teplotě 77 °C do teploty v jádře 72 °C.
V Česku po zrušení závazných potravinářských norem počátkem 90. let 20. století kvalita Luncheon meatu poklesla, k částečné nápravě došlo až po přijetí vyhlášky č. 326/2001 Sb. V obchodech převažují výrobky s nižším obsahem masa, konzervy obsahují i sádlo, vepřové kůže, vodu se zahušťovadly, separáty, rostlinné bílkoviny apod.